# Quartet de corda núm. 16 (Weinberg)
El Quartet de corda núm. 16 en la bemoll menor, op. 130, fou compost per Mieczysław Weinberg al començament de 1981 i estrenat a Moscou, el 8 de novembre de 1984, pel Quartet Borodin. El va dedicar a la memòria de la seva germana Ester. Té una durada de 31 minuts.

## Moviments
- I. Allegro
- II. Allegro - Andantino - Allegro
- III. Lento
- IV. Moderato

## Origen i context

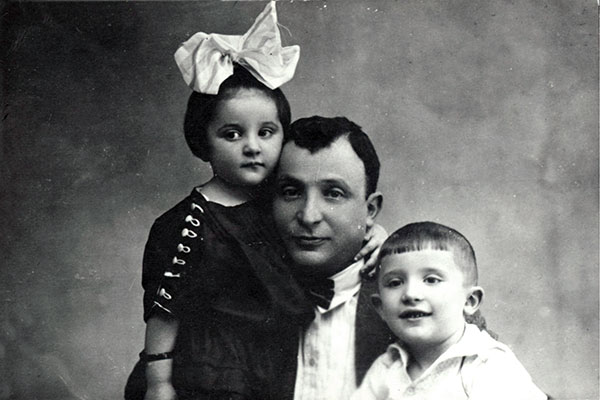
Mieczysław Weinberg amb el seu pare Xemuel Weinberg i la seva germana Ester

Weinberg va començar a escriure el Quartet núm. 16 paral·lelament a la seva Simfonia núm. 16, ambdues concebudes com a homenatge als seus familiars desapareguts. La simfonia està dedicada a la memòria de la seva mare, mentre que el quartet és un record íntim de la seva germana. Tots tres —els pares i la germana— van quedar atrapats a Varsòvia quan Weinberg va fugir el setembre de 1939, i van ser assassinats quatre anys més tard al camp de concentració de Trawniki. Aquestes obres són, doncs, actes de dol convertits en música. «Moltes de les meves obres fan referència a la guerra», va explicar Weinberg. «Però no he estat jo qui ha triat aquest tema. Va ser dictat pel destí, el tràgic destí dels que jo estimava. Crec que és la meva obligació moral escriure sobre la guerra i el terrible patiment que el nostre segle va provocar sobre la gent».
El Quartet núm. 16 torna a una forma clàssica en quatre moviments, després de diverses obres amb estructures menys convencionals. El segon moviment, un Scherzo vibrant, evoca l’estil rítmic i percutit de Béla Bartók, mentre que els primers i últims moviments es tenyeixen de girs melòdics propis de la música jueva. Aquestes referències no són merament estètiques: l’obra està impregnada d’un to íntim i commemoratiu, dedicada a la memòria de la seva germana Ester, que hauria fet seixanta anys en aquell moment. És una música carregada de records personals.

## Anàlisi musical
El primer moviment presenta influències evidents de la música klezmer i del folklore dels jueus russos. A diferència del quartet anterior, Weinberg tracta els tres grups temàtics amb més llibertat i flexibilitat. A l’estil de Sibelius, construeix el discurs com un mosaic sonor a partir de peces fragmentàries que es combinen i es transformen mútuament. Malgrat que la forma general recorda la forma sonata, els components de cada grup temàtic es barregen eventualment amb elements dels altres, difuminant els límits estructurals tradicionals. El desenvolupament manté un impuls vigorós fins a la secció final, on la textura s'afina sobtadament: la música es concentra en una sola veu, amb dinàmiques subtils i tempi més calmats.
El segon moviment, breu i de contrast marcat, combina un scherzo excèntric amb un trio insòlit. L’scherzo, construït amb quartes i acords en ascens i descens, evita un tema clar i gairebé no recorre al compàs ternari tradicional, mostrant-se enèrgic i desordenat. En canvi, el trio adquireix un protagonisme inesperat amb un caràcter calmat i despersonalitzat, on Weinberg experimenta amb timbres poc convencionals: fa tocar els instruments sense vibrato i a la part plana, produint un so inusual. Quan l’scherzo reapareix, ho fa en una versió més continguda i desapassionada, allunyant-se fins i tot de la seva pròpia fúria inicial.
L'últim moviment, Moderato, s’inicia amb una melodia de ball amarga i nostàlgica, pròxima al klezmer eslau, sobre la qual la viola introdueix un contrast dramàtic. Weinberg desenvolupa ambdues idees de manera simultània, fent-les dialogar més que oposar-se. A mesura que avança, la música s’apaivaga en un llarg passatge contemplatiu, com una serena acceptació del destí. Cap al final, reapareixen motius dels primers moviments, abans de tancar amb una successió d’acords suaus, tonals però ambigus. El final, alhora resolutiu i obert, sembla dir: «Això és tot el que puc oferir».